# Akepakleidervögel
Die Akepakleidervögel (Loxops) sind eine Gattung kleiner Kleidervögel. Es gibt zwei rezente und zwei ausgestorbene Arten. 

## Etymologie
Der wissenschaftliche Name Loxops leitet sich von den griechischen Wörtern loxos = „überkreuzt“ und ops = „Gesicht“ ab. 

## Merkmale
Die Akepakleidervögel erreichen Größen bis 10 Zentimeter und haben kurze, konische, finkenähnliche Schnäbel, dessen überkreuzte Spitzen eine Anpassung an die Samenhülsen der Koa-Akazien und an die Blattknospen der Ohia-Bäume darstellen. Mit ihrer röhrenförmigen Zunge trinken sie gelegentlich Nektar. Ihre Hauptnahrung besteht jedoch aus Insekten. Der lange Schwanz ist an der Spitze ziemlich tief eingekerbt. Das Gefieder ist zweifarbig, der Grad variiert jedoch zwischen den Arten. Der Ruf ist ein hoher pfeifender Ton, der Gesang besteht aus unterschiedlichen Trillern.

## Systematik

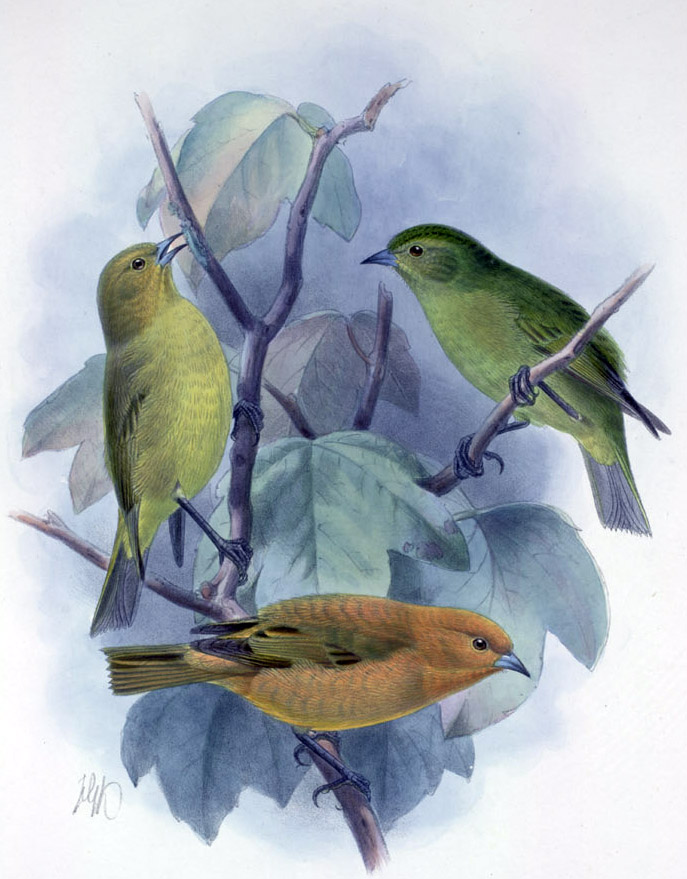
Maui-Akepakleidervogel (Loxops ochraceus) Weibchen oben, Männchen unten

Früher wurden zwei Arten und drei Unterarten unterschieden. Der US-amerikanische Ornithologe Harold Douglas Pratt konnte jedoch 2001 auf der Basis von DNA-Analysen darlegen, dass alle Taxa dieser Gattung als eigenständige Arten zu betrachten sind, so dass die Gattung Loxops aktuell die folgenden Arten umfasst:
- Hawaii-Akepakleidervogel (Loxops coccineus), Verbreitung: Hawaii
- Kauai-Akepakleidervogel (Loxops caeruleirostris), Verbreitung: Kauai
- Maui-Akepakleidervogel (Loxops ochraceus), Verbreitung: Maui, ausgestorben. Seit 1988 nicht mehr nachgewiesen.
- Oahu-Akepakleidervogel (Loxops wolstenholmei), Verbreitung: Oahu, ausgestorben. Das letzte Paar wurde 1903 beobachtet, eine unbestätigte Sichtung soll es in den 1930er-Jahren gegeben haben.

Bei seiner wissenschaftlichen Erstbeschreibung durch Scott Barchard Wilson wurde der Kauai-Akepakleidervogel in die monotypische Gattung Chrysomitridops gestellt. 1950 transferierte Dean Amadon dieses Taxon als Unterart des Hawaii-Akepakleidervogels in die Gattung Loxops und synonymisierte beide Gattungen.